# Mas Sala
El Mas Sala és una masia al sud-est del nucli urbà de Marzà (l'Alt Empordà), a uns 600 metres de la població per la carretera que porta a Pedret. Des d'aquesta via s'agafa un trencall que hi condueix directament. L'any 2004 es va aprovar la sol·licitud del propietari per la redistribució de la masia per destinar-la a allotjament rural independent i per construir-hi una piscina d'ús públic.
Masia de planta irregular formada per diversos cossos adossats. El cos principal, de planta rectangular, està format per tres cossos annexes a diferents alçades, amb les cobertes a dues vessants de teula i ràfec de dents de serra. Consta de planta baixa i dos pisos, amb les cantonades de pedra desbastada i les obertures emmarcades amb maons, algunes d'elles rectangulars o bé d'arc rebaixat. A la façana nord hi ha obertures de maons tapiades i dues arcades de mig punt al nivell de la planta baixa. Les dues arcades foren tapiades i, posteriorment, s'obriren dues petites finestres de maons a cada una. Adossat a la façana est hi ha un cos de planta rectangular, utilitzat com eixida al nivell del primer pis i reforçat amb un contrafort de pedra exterior. Aquesta terrassa està delimitada per una barana bastida amb rajol. Pel costat nord se li adossa un petit cos de planta quadrada i coberta a una vessant. La façana oest també presenta diversos cossos adossats, organitzats al voltant d'un petit pati a través del qual s'accedeix a l'interior de l'edifici. Per la part nord de l'edifici principal hi ha altres cossos adossats, probablement posteriors, que corresponen als garatges i altres edificis annexos.